# Канонічне право
Каноні́чне пра́во (від грец. κανών — правило, норма) — релігійно-правова система, що регулює суспільні відносини всередині громади, яка сповідує християнство. Назва цієї правової системи походить від грецького терміна «канон», який спочатку означав усяке знаряддя для проведення прямих ліній або для рівняння площин, але згодом його зміст змінився і ним почали називати правила християнської віри і життя. У вузькому — юридичному значенні — цей термін почали вживати для позначення правил поведінки (норм), прийнятих церквою для впорядкування суспільних відносин усередині християнської громади.

## Характерні особливості канонічного права
1. нерозривний зв'язок з релігією — християнством: християнство виникло в другій половині I ст. в Палестині, у IV ст. воно стає державною релігією Римської імперії; до XII ст. термін «канонічне право» практично не застосовувався, бо не існувало окремої системи норм права, що регулюють питання віри, культу, а норми права й норми релігії були тісно переплетені; у християнстві завжди була присутня ідея про богоугодний характер права, тому порушення норм права розглядались як гріх;
2. систематизований характер канонічного права — під час так званої Папської революції розпочалося вирізнення церковних законів в окрему релігійну систему норм та їх систематизація;
3. канонічне право в Європі розвивалося в умовах становлення особливого політико-правового статусу Римської церкви — у результаті Папської революції церква стала особливим політико-правовим утворенням у Європі;
4. вплив римського права на процес розвитку системи канонічного права — римське право розглядалося як право ідеальне, як писане втілення розуму, принципами якого повинні були керуватися всі, в тому числі і церква, тому канонічне право запозичало багато понять і норм римського права, особливо в питаннях власності, спадкування й договорів;
5. наявність у канонічного права складної внутрішньої структури — на підґрунті юрисдикції церкви над певними класами осіб і категоріями справ виникли такі галузі канонічного права, як корпоративне, кримінальне, шлюбно-сімейне, процесуальне;
6. створення двох систем канонічного права після розколу християнської церкви — західна церква визнає вищу владу Папи Римського, а значить і його актів; східна церква — православні — визнають насамперед джерела, що утворилися в період всесвітніх соборів;
7. канонічне право ніколи не розглядалося як вічне і незмінне — канонічне право змінювалося відповідно до потреб часу і цим воно відрізняється від, наприклад, системи мусульманського права, яка була настільки прив'язана до авторитету Корану, що місця для законотворчості просто не залишалося; у канонічному праві авторитет Біблії також ніколи не заперечувався, але водночас визнавалося, що церква може приймати й абсолютно нові норми права, якщо вони не суперечать загальним принципам віри.

## Предмет канонічного права
Предмет канонічного права (як гілки права) — це суспільні відносини в сфері життєдіяльності церкви, а також в сфері взаємодії віруючих з церквою, між собою і з зовнішнім світом.
Виділяють внутрішнє і зовнішнє церковне (канонічне) право. Внутрішнє право регулює саме життєдіяльність церкви, першоджерелом цього права виступає Святе Письмо. Зовнішнє церковне право — це сукупність правових норм, які регулюють взаємовідносини церкви і держави, а також церкви та інших суспільних утворень. Основу зовнішнього церковного права значною мірою складають норми «світського права», тобто норми права даної держави, але за вимоги, що ці норми не суперечать догматам (основам) віри. В Україні — це Конституція України, Закони України «Про громадські об'єднання», «Про свободу совісті та релігійні організації» та ін.

## Суб'єкти канонічного права
Суб'єкти канонічного права — це особи, які можуть бути учасниками внутрішнього життя церкви або зовнішніх церковних відносин і організації осіб.
До таких суб'єктів відносяться:
1. Бог — Верховний і Єдиний Суб'єкт, Творець, Суб'єкт суб'єктів;
2. людська особистість;
3. янголи;
4. церква;
5. держава;
6. різноманітні людські організаційні об'єднання — сім'я, суспільні організації (релігійні та нерелігійні).

## Принципи канонічного права
Канонічне право є особливою галуззю права, специфіка якої відображена в її предметі, методі, місці в системі галузей права. Тому принципи канонічного права також мають свої специфічні особливості.
Принципи канонічного права являють собою сукупність основоположних засад, повчальних істин, які можна розділити на три самостійні групи:
1. Божественні принципи — це принципи, які показують нам відношення Бога до світу, ці принципи лежать в основі догматичного християнського вчення. До таких принципів відносяться: Бог є творцем усього життя земного; дії Бога всемогутні; дії Бога виправдані; Бог створив світ вільним, прирівнявши його в правах до Себе; Бог ставиться до світу з батьківською турботою і увагою; Бог ставиться зі справедливістю до створеного світу; Бог безмежно Милосердний і т. д.
2. Загальнолюдські принципи канонічного права — це принципи, на яких базуються закони, що створюються церквою на основі тієї влади, яку вручив їй Бог. До таких принципів відносяться: верховенство волі, законів Єдиного в Трійці Бога як Творця; блаженний для людини характер волі Божої як Святої; свобода волі людини; спокута Богом вини людей; особливість церковно-правового примусу; незмінність догматів віри і основних правил церковного устрою; праведність суду Божого як справедливого і т. д.
3. Церковні принципи — це ті принципи, якими керується церква у своєму зовнішньому праві. До таких принципів відносяться: невтручання у політичне життя держави; лояльність по відношенню до влади і співпраця з нею; участь у суспільному житті; здійснення релігійного повчання; захист чистоти православної віри; доступність; відкритість, гласність; віротерпимість тощо